# Nemipterus balinensis
Nemipterus balinensis är en fiskart som först beskrevs av Bleeker, 1859.  Nemipterus balinensis ingår i släktet Nemipterus och familjen Nemipteridae. Inga underarter finns listade i Catalogue of Life.